# Elektrotechnicus
Een elektrotechnicus heeft een opleiding in de elektrotechniek gedaan.
Dit kan zijn:
- op universitair niveau, aan een technische universiteit (Nederland) of aan een ingenieursfaculteit (Vlaanderen). Hier worden elektrotechnische ingenieurs (met titel ir.) gevormd.
- in het hoger onderwijs: het hoger beroepsonderwijs in Nederland of de opleiding tot industrieel ingenieur in Vlaanderen (met titel ing.). Sinds 2013 is de opleiding industrieel ingenieur in Vlaanderen ingekanteld in de universiteit.
- In de bachelor-masterstructuur wordt ook een (professionele) bachelor in de elektrotechniek ingericht.
- in het middelbaar beroepsonderwijs in Nederland of het tso in Vlaanderen.
- Ook in het lager beroepsonderwijs (Nederland) of het bso (Vlaanderen) bestaan (eenvoudige) opleidingen in elektrotechnische installatietechnieken.

In Nederland is iemand "technicus" als hij minimaal de opleiding "Middenkader Engineering" op mbo niveau 4 heeft afgerond.

## Bekende elektrotechnici
- Nikola Tesla
- Thomas Edison
- George Westinghouse
- Werner von Siemens